# Druegåsefod
Drue-Gåsefod (Chenopodium chenopodioides) er en 10-50 cm høj urt, der i Danmark vokser sjældent på strandenge.

## Beskrivelse
Drue-Gåsefod er en opret eller nedliggende, enårig plante. Den furede stængel er grenet forneden, næsten glat og ret blød. De nedre grene er tilsyneladende modsatte. Bladene er sukkulente og trekantede, ovale eller rudeformede, helrandede eller med få tænder. Blomsterstanden er bladet og består af aksformede eller klaseagtige delblomsterstande. Blomsterne sidder i små tætte nøgler.
Endestillede blomster med fladtrykte frugter (nødder), der sidder vandret i blosteret, som består af 5 bægerblade, der er sammenvoksede i halvdelen af deres længde. Sidestillede blomster med 3-5 bægerblade, der er sammenvoksede i hele deres længde og dermed danner en sæk omkring frugten, der sidder lodret i bægeret.
Frugten falder af sammen med bægeret. Den er oval til kredrund og 0,6-0,8 mm i diameter. Frøgemmet er løst tilhæftet frøet, der er rødbrunt, glinsende, næsten glat og med fint netmønster.

## Voksested
Drue-Gåsefod vokser mest på næringsrig og saltholdig bund. Den træffes på strandenge og strandrørsumpe, og af og til også langs åer.
Arten er i Danmark sjælden på de sydlige øer samt Fyn og det østlige Sjælland. I resten af landet er den meget sjælden eller helt manglende som på Bornholm.
| Portal | Portal:Botanik |